# Rudolf Matz

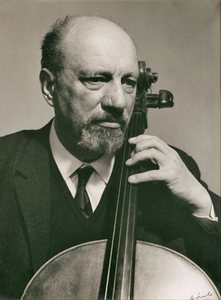
Der Cellist Rudolf Matz

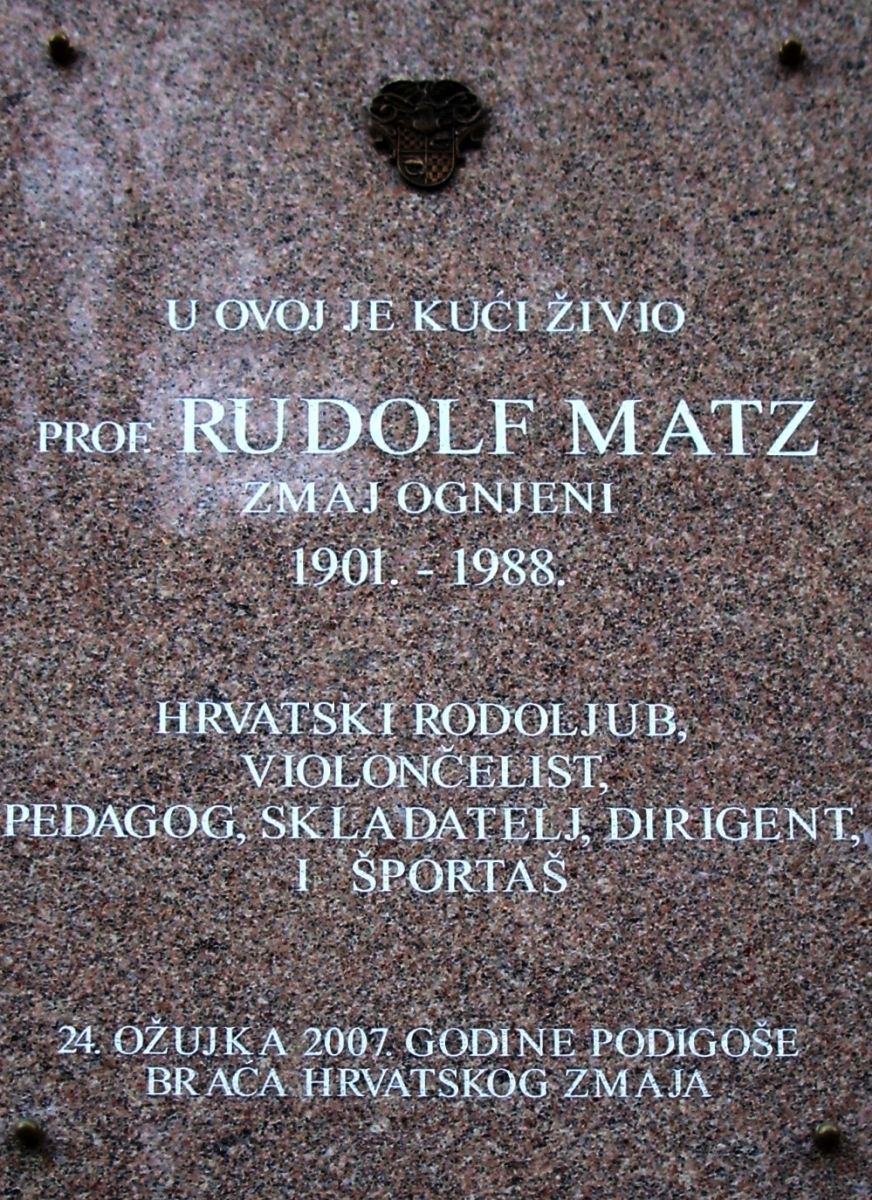
Gedenktafel für Rudolf Matz in Zagreb

Rudolf Matz (* 19. September 1901 in Zagreb (damals Österreich-Ungarn); † 22. März 1988 ebenfalls in Zagreb) war ein jugoslawischer Cellist, Komponist, Dirigent, Lehrer und Leichtathlet.

## Leben
Rudolf Matz studierte Cello bei Umberto Fabbri, Juro Tkalčić und dem Violinpädagogen Vaclav Huml. 1926 absolvierte er die Zagreber Musikakademie in der Kompositionsklasse von Blagoje Bersa. Unterbrochen von Lehrtätigkeiten an Zagreber Schulen (1925–1930, 1941–1945) führte er sein privates Musikstudio, das sich in den 1930er Jahren zu einer bedeutenden Musikschule in Zagreb entwickelte. Gleichzeitig gründete und leitete er diverse Chöre und Orchester und war Cellist in Kammermusikensembles. Er war Sekretär (1924–1938), Präsident und Künstlerischer Leiter (1938–1941) sowie Dirigent (1924–1941) des "Hrvatski pjevački savez" (Kroat. Verband der Gesangvereine). 1931 gründete Matz die Musikergenossenschaft Sklad (Harmonie; bis 1941 deren Präsident). Nach dem Zweiten Weltkrieg lehre Matz von 1945 bis 1951 an der Musikschule »Pavao Markovac« in Zagreb, war Professor von 1947 bis 1951 an der Musikakademie in Ljubljana für Violoncello, und schließlich von 1950 bis 1972 an der Musikhochschule in Zagreb für Violoncello und Kammermusik. Auf Initiative der American-Croatian Singing Federation lebte Matz von 1955 bis 1957 in Gary (Indiana). Er war Jurymitglied bei internationalen Cellowettbewerben, schrieb Musikkritiken und war Herausgeber. der "Zss. Hrvatska narodna pjesma..."
Matz war außerdem Mitglied des „Zagrebacki Trios“ und des Streichquartetts SKLAD. Er dirigierte das Kammerorchester Zagreb, die intellektuelle Musikgesellschaft, die Kroatische Sängervereinigung sowie den Ärztechor Zagreb.
Seine Frau Margita Matz war Pianistin, Cembalistin und Klavierlehrerin. 
Sein kompositorisches Werk enthält etwa 600 Partituren und weitere Werke. Davon sind etwa 100 Kompositionen für Solo-Cello und verschiedene Cello-Ensembles. Bekannt ist er durch sein 32-bändiges Lehrbuch Die ersten Jahre mit dem Violoncello.

## Werke
- Andante und Rondo für Violoncello und Klavier
- Classical Concerto in D-Dur für Violoncello und Orchester
- Concerto für Flöte und Streicher (1963)
- Concertino in Modo Antico für Violoncello und Streicher
- Elegie und Humoreske für Violoncello und Klavier
- Faun
- "Im Alten Dom" für Männerchor
- Quartett d-moll für 4 Violoncelli
- Sonata in modo antico für Violoncello und Klavier
- Sonata No. 1 in d-moll für Violoncello und Klavier
- Sonata in e-moll für Violoncello und Klavier
- Streichquartett Nr,1 in f-moll
- Streichquartett Nr.3 in C-Dur "Pastoral"
- Suite Lights and Shadows für Violoncello solo
- 12 Trios für 3 Celli